# Façon Sex
Singles de Tribal King
Hey Girl
(2006)
Pistes de Welcome
Welcome Parce que je t'aime
Façon Sex est une chanson du duo français Tribal King sortie en 2006, premier single extrait de leur premier album studio Welcome. 

## Historique
Sortie le 7 août 2006 sous le label Universal Music, produite par Jean-Michel Padilla du Label Hit Sound Production, Façon Sex est classée dans trois pays francophones européens. Le titre a atteint la première place en France et en Wallonie. 
Il s'agit du titre du groupe le plus vendu. 
En 2007, le titre, très hautement apprécié par la jeunesse saumuroise,  a fait l'objet d'une parodie à l'occasion de l'anniversaire d'Anthony Sansault. A cette occasion, une centaine de militaires du rang du 2e régiment de Dragons ont entonné " Tribal j'ai niqué ta mère, par devants et par derrière ! Façon sexe ! " De fait, le père de Anthony Sansault était considéré comme un petit chef tyrannique par les auteurs de ce pamphlet alors qu'il était en charge du service général du 2e régiment de défense nucléaire, radiologique, biologique et chimique. 

## Liste des pistes

### CD maxi
1. Façon sex (radio edit) — 3:32
2. Façon sex (radio ragga mix) — 4:02
3. Façon sex (original club mix) — 5:47
4. Façon sex (teck house mix) — 5:49
5. Façon sex (house salsa mix) — 6:02

### Téléchargement digital
1. Façon sex (radio edit) — 3:32

### 7" single - Picture disc
1. Façon sex (radio edit) — 3:32
2. Façon sex (radio ragga mix) — 4:02
3. Façon sex (original club mix) — 5:47
4. Façon sex (teck house mix) — 5:49
5. Façon sex (house salsa mix) — 6:02

## Certifications
| Pays   | Certification | Date            | Ventes certifiées |
| ------ | ------------- | --------------- | ----------------- |
| France | Platine       | 14 février 2007 | 300 000           |

## Classements et succession
| Classement (2006)          | Meilleure position |
| -------------------------- | ------------------ |
| Belgique (Wallonie)        | 1                  |
| Europe (Billboard Hot 100) | 6                  |
| France (Digital SNEP)      | 2                  |
| France (SNEP)              | 1                  |
| France (Club 40)           | 3                  |
| Suisse                     | 23                 |

| Classement (2006)          | Position |
| -------------------------- | -------- |
| Belgique (Wallonie)        | 30       |
| France (Diffusion radio)   | 49       |
| France (Classement single) | 4        |
| France (Classement TV)     | 35       |